# Lista de membros do 8.º Sejm polonês
Membros do Sejm da República da Polônia no 8º mandato - deputados eleitos durante as eleições parlamentares realizadas em 25 de outubro de 2015.
A primeira reunião ocorreu nos dias 12, 13, 16, 18 e 19 de novembro de 2015. O mandato do Sejm é de 12 de novembro de 2015.

## Clubes e círculos na primeira sessão do Sejm do 8º mandato e status atual[1]
| Grupo político | Grupo político                                          | 11/2015 | 04/2019 | +/–     |
| -------------- | ------------------------------------------------------- | ------- | ------- | ------- |
|                | Lei e Justiça                                           | 235     | 238     | 3       |
|                | Plataforma Cívica – Coalizão Cívica                     | 138     | 145     | 7       |
|                | Kukiz’15                                                | 42      | 26      | 16      |
|                | Moderna                                                 | 28      | 15      | 13      |
|                | Partido Popular Polonês – União dos Democratas Europeus | 16      | 16      | Estável |
|                | Confederação                                            | –       | 5       | –       |
|                | Livre e Solidariedade                                   | –       | 3       | –       |
|                | Agora!                                                  | –       | 3       | –       |
|                | Membros não inscritos                                   | 1       | 9       | 8       |
| Total          | Total                                                   | 460     | 460     | 460     |

## Fortaleza do 8º termo
| Deputado                                                                       | Deputado                  | Função                  | Clube                                  | Tempo de cumprimento da função | Tempo de cumprimento da função |
| Deputado                                                                       | Deputado                  | Função                  | Clube                                  | Início                         | Término                        |
| ------------------------------------------------------------------------------ | ------------------------- | ----------------------- | -------------------------------------- | ------------------------------ | ------------------------------ |
|                                                                                | Kornel Morawiecki         | Marechal sênior         | CP Kukiz’15                            | 12 de novembro de 2015         | 12 de novembro de 2015         |
| O marechal sênior preside as deliberações do Sejm antes da eleição do Presídio |                           |                         |                                        |                                |                                |
|                                                                                | Marek Kuchciński          | Presidente do Sejm      | CP Lei e Justiça                       | 12 de novembro de 2015         | sem função                     |
| Joachim Brudziński                                                             | Vice-Presidente do Sejm   | CP Lei e Justiça        | 12 de novembro de 2015                 | 9 de janeiro de 2018           |                                |
|                                                                                | Barbara Dolniak           | Vice-Presidente do Sejm | CP Moderna                             | 12 de novembro de 2015         | sem função                     |
|                                                                                | Małgorzata Kidawa-Błońska | Vice-Presidente do Sejm | CP Plataforma Cívica – Coalizão Cívica | 12 de novembro de 2015         | sem função                     |
|                                                                                | Ryszard Terlecki          | Vice-Presidente do Sejm | CP Lei e Justiça                       | 12 de novembro de 2015         | sem função                     |
|                                                                                | Stanisław Tyszka          | Vice-Presidente do Sejm | CP Kukiz’15                            | 12 de novembro de 2015         | sem função                     |
|                                                                                | Beata Mazurek             | Vice-Presidente do Sejm | CP Lei e Justiça                       | 11 de janeiro de 2018          | sem função                     |

## Associação ao clube

### Estado atual
Os membros do 8º mandato são associados nos seguintes clubes e círculos:
- Clube Parlamentar Lei e Justiça - 237 deputados, presidente Ryszard Terlecki[17]
- Clube Parlamentar Plataforma Cívica - Coalizão Cívica - 145 deputados, presidente Sławomir Neumann[17]
- Clube de Deputados Kukiz'15 - 26 deputados, presidente Paweł Kukiz[17]
- Clube dos Deputados do Partido Popular Polonês - União dos Democratas Europeus - 16 deputados, presidente Władysław Kosiniak-Kamysz[17]
- Clube dos Deputados Moderna - 15 deputados, presidente Paweł Pudłowski[17]
- Círculo dos Deputados da Confederação - 5 deputados, presidente Jacek Wilk[17]
- Círculo dos Deputados Livre e Solidariedade - 4 deputados, presidente Kornel Morawiecki[17]
- Círculo dos Deputados do Agora! - 3 deputados, presidente Ryszard Petru[17]

Além disso, 9 membros não são membros. Durante o mandato, houve um Círculo de Deputados dos Republicanos, Círculo de Deputados da União Europeia dos Democratas e Clube Parlamentar do Partido do Povo Polonês.
| Clube Parlamentar Lei e Justiça | Clube Parlamentar Lei e Justiça | Clube Parlamentar Lei e Justiça | Clube Parlamentar Lei e Justiça |
| --- | --- | --- | --- |
| | | | |
| - Andrzej Adamczyk - Waldemar Andzel - Dorota Arciszewska-Mielewczyk - Jan Ardanowski - Iwona Arent - Marek Ast - Zbigniew Babalski - Piotr Babinetz - Ryszard Bartosik - Barbara Bartuś - Mieczysław Baszko - Dariusz Bąk - Włodzimierz Bernacki - Jerzy Bielecki - Zbigniew Biernat - Mariusz Błaszczak - Jacek Bogucki - Joanna Borowiak - Agata Borowiec - Kamil Bortniczuk - Bożena Borys-Szopa - Joachim Brudziński - Barbara Bubula - Wojciech Buczak - Waldemar Buda - Lidia Burzyńska - Zbigniew Chmielowiec - Sylwester Chruszcz - Anna Cicholska - Michał Cieślak - Tadeusz Cymański - Krzysztof Czabański - Przemysław Czarnecki - Witold Czarnecki - Arkadiusz Czartoryski - Anna Czech - Anita Czerwińska - Katarzyna Czochara - Leszek Dobrzyński - Zbigniew Dolata - Antoni Duda - Elżbieta Duda - Jan Duda - Marcin Duszek - Michał Dworczyk - Jan Dziedziczak - Tadeusz Dziuba - Barbara Dziuk - Jacek Falfus - Ewa Filipiak - Leszek Galemba - Andrzej Gawron - Szymon Giżyński - Teresa Glenc - Piotr Gliński - Krzysztof Głuchowski - Małgorzata Golińska - Kazimierz Gołojuch - Jarosław Gonciarz - Małgorzata Gosiewska | - Jerzy Gosiewski - Jarosław Gowin - Zbigniew Gryglas - Kazimierz Gwiazdowski - Sławomir Hajos - Teresa Hałas - Marcin Horała - Józefa Hrynkiewicz - Michał Jach - Patryk Jaki - Wiesław Janczyk - Grzegorz Janik - Małgorzata Janowska - Mariusz Jędrysek - Krzysztof Jurgiel - Alicja Kaczorowska - Jarosław Kaczyński - Piotr Kaleta - Mariusz Kamiński - Beata Kempa - Jan Kilian - Izabela Kloc - Lech Kołakowski - Robert Kołakowski - Joanna Kopcińska - Wojciech Kossakowski - Andrzej Kosztowniak - Henryk Kowalczyk - Bartosz Kownacki - Ewa Kozanecka - Jarosław Krajewski - Wiesław Krajewski - Leonard Krasulski - Piotr Król - Elżbieta Kruk - Anna Krupka - Andrzej Kryj - Bernadeta Krynicka - Dariusz Kubiak - Marta Kubiak - Krzysztof Kubów - Marek Kuchciński - Jacek Kurzępa - Anna Kwiecień - Marek Kwitek - Tomasz Latos - Bogdan Latosiński - Józef Leśniak - Joanna Lichocka - Krzysztof Lipiec - Adam Lipiński - Paweł Lisiecki - Grzegorz Lorek - Tomasz Ławniczak - Marzena Machałek - Krzysztof Maciejewski - Antoni Macierewicz - Ewa Malik - Jerzy Małecki - Maciej Małecki | - Gabriela Masłowska - Jerzy Materna - Beata Mateusiak-Pielucha - Grzegorz Matusiak - Andrzej Matusiewicz - Marek Matuszewski - Kazimierz Matuszny - Beata Mazurek - Andrzej Melak - Mieczysław Miazga - Iwona Michałek - Krzysztof Michałkiewicz - Anna Milczanowska - Daniel Milewski - Jan Mosiński - Kazimierz Moskal - Andżelika Możdżanowska - Aleksander Mrówczyński - Arkadiusz Mularczyk - Piotr Müller - Wojciech Murdzek - Piotr Naimski - Danuta Nowicka - Waldemar Olejniczak - Piotr Olszówka - Adam Ołdakowski - Marek Opioła - Krzysztof Ostrowski - Jacek Osuch - Anna Paluch - Jerzy Paul - Krystyna Pawłowicz - Grzegorz Piechowiak - Dariusz Piontkowski - Stanisław Piotrowicz - Jerzy Polaczek - Marek Polak - Piotr Polak - Marcin Porzucek - Grzegorz Puda - Piotr Pyzik - Grzegorz Raczak - Elżbieta Rafalska - Urszula Rusecka - Bogdan Rzońca - Paweł Rychlik - Jacek Sasin - Anna Schmidt-Rodziewicz - Łukasz Schreiber - Jarosław Sellin - Edward Siarka - Anna Siarkowska - Wojciech Skurkiewicz - Sławomir Skwarek - Andrzej Smirnow - Kazimierz Smoliński - Anna Sobecka - Czesław Sobierajski - Artur Soboń - Andrzej Sośnierz | - Lech Sprawka - Mirosława Stachowiak-Różecka - Stefan Strzałkowski - Marek Suski - Artur Szałabawka - Wojciech Szarama - Józefa Szczurek-Żelazko - Paweł Szefernaker - Jan Szewczak - Andrzej Szlachta - Krzysztof Szulowski - Stanisław Szwed - Halina Szydełko - Beata Szydło - Ewa Szymańska - Szymon Szynkowski vel Sęk - Jan Szyszko - Janusz Śniadek - Jacek Świat - Dominik Tarczyński - Krzysztof Tchórzewski - Robert Telus - Ryszard Terlecki - Grzegorz Tobiszowski - Ewa Tomaszewska - Mariusz Trepka - Sylwester Tułajew - Piotr Uruski - Piotr Uściński - Teresa Wargocka - Robert Warwas - Jan Warzecha - Małgorzata Wassermann - Witold Waszczykowski - Maciej Wąsik - Rafał Weber - Jerzy Wilk - Elżbieta Witek - Michał Wojtkiewicz - Grzegorz Woźniak - Tadeusz Woźniak - Michał Wójcik - Krystyna Wróblewska - Bartłomiej Wróblewski - Małgorzata Wypych - Marek Zagórski - Anna Zalewska - Krzysztof Zaremba - Artur Zasada - Sławomir Zawiślak - Łukasz Zbonikowski - Jarosław Zieliński - Tomasz Zieliński - Zbigniew Ziobro - Maria Zuba - Wojciech Zubowski - Ireneusz Zyska - Jacek Żalek |
| Clube Parlamentar Plataforma Cívica – Coalizão Cívica | | | |
| | | | |
| - Zbigniew Ajchler - Bartosz Arłukowicz - Paweł Arndt - Urszula Augustyn - Joanna Augustynowska - Tadeusz Aziewicz - Paweł Bańkowski - Anna Białkowska - Marek Biernacki - Jerzy Borowczak - Krzysztof Brejza - Borys Budka - Bożenna Bukiewicz - Małgorzata Chmiel - Alicja Chybicka - Janusz Cichoń - Piotr Cieśliński - Tomasz Cimoszewicz - Zofia Czernow - Andrzej Czerwiński - Ewa Drozd - Artur Dunin - Waldy Dzikowski - Joanna Fabisiak - Joanna Frydrych - Grzegorz Furgo - Krzysztof Gadowski - Kinga Gajewska - Elżbieta Gapińska - Kamila Gasiuk-Pihowicz - Zdzisław Gawlik - Stanisław Gawłowski - Lidia Gądek - Elżbieta Gelert - Artur Gierada - Tomasz Głogowski - Marta Golbik | - Cezary Grabarczyk - Jan Grabiec - Rafał Grupiński - Andrzej Halicki - Agnieszka Hanajczyk - Bożena Henczyca - Jolanta Hibner - Marek Hok - Maria Janyska - Michał Jaros - Bożena Kamińska - Włodzimierz Karpiński - Małgorzata Kidawa-Błońska - Marcin Kierwiński - Joanna Kluzik-Rostkowska - Paweł Kobyliński - Magdalena Kochan - Agnieszka Kołacz-Leszczyńska - Ewa Kołodziej - Zbigniew Konwiński - Ewa Kopacz - Adam Korol - Leszek Korzeniowski - Roman Kosecki - Tomasz Kostuś - Iwona Krawczyk - Robert Kropiwnicki - Wojciech Król - Marek Krząkała - Henryka Krzywonos-Strycharska - Tomasz Kucharski - Stanisław Lamczyk - Józef Lassota - Gabriela Lenartowicz - Tomasz Lenz - Izabela Leszczyna - Beata Małecka-Libera | - Grzegorz Lipiec - Arkadiusz Marchewka - Jagna Marczułajtis-Walczak - Magdalena Marek - Antoni Mężydło - Rajmund Miller - Piotr Misiło - Aldona Młyńczak - Czesław Mroczek - Izabela Mrzygłocka - Joanna Mucha - Killion Munyama - Arkadiusz Myrcha - Anna Nemś - Sławomir Neumann - Dorota Niedziela - Małgorzata Niemczyk - Sławomir Nitras - Tomasz Nowak - Mirosława Nykiel - Włodzimierz Nykiel - Norbert Obrycki - Marzena Okła-Drewnowicz - Paweł Olszewski - Katarzyna Osos - Paweł Papke - Zbigniew Pawłowicz - Małgorzata Pępek - Sławomir Piechota - Danuta Pietraszewska - Teresa Piotrowska - Kazimierz Plocke - Agnieszka Pomaska - Jacek Protas - Elżbieta Radziszewska - Grzegorz Raniewicz - Ireneusz Raś | - Halina Rozpondek - Leszek Ruszczyk - Dorota Rutkowska - Jakub Rutnicki - Marek Rząsa - Grzegorz Schetyna - Krystyna Sibińska - Tomasz Siemoniak - Krystyna Skowrońska - Marek Sowa - Michał Stasiński - Elżbieta Stępień - Paweł Suski - Michał Szczerba - Krystyna Szumilas - Bożena Szydłowska - Tomasz Szymański - Iwona Śledzińska-Katarasińska - Marcin Święcicki - Jacek Tomczak - Cezary Tomczyk - Krzysztof Truskolaski - Robert Tyszkiewicz - Jarosław Urbaniak - Anna Wasilewska - Monika Wielichowska - Ryszard Wilczyński - Mariusz Witczak - Marek Wójcik - Kornelia Wróblewska - Marian Zembala - Wojciech Ziemniak - Szymon Ziółkowski - Stanisław Żmijan |
| Clube de Deputados Kukiz’15 | | | |
| | | | |
| - Piotr Apel - Józef Brynkus - Barbara Chrobak - Grzegorz Długi - Paweł Grabowski - Jerzy Jachnik - Tomasz Jaskóła | - Bartosz Józwiak - Norbert Kaczmarczyk - Andrzej Kobylarz - Jerzy Kozłowski - Paweł Kukiz - Andrzej Maciejewski - Maciej Masłowski | - Robert Mordak - Błażej Parda - Stefan Romecki - Łukasz Rzepecki - Tomasz Rzymkowski - Jarosław Sachajko - Krzysztof Sitarski | - Paweł Skutecki - Paweł Szramka - Agnieszka Ścigaj - Stanisław Tyszka - Elżbieta Zielińska |
| Clube dos Deputados do Partido Popular Polonês - União dos Democratas Europeus | | | |
| | | | |
| - Paweł Bejda - Krystian Jarubas - Michał Kamiński - Mieczysław Kasprzak | - Eugeniusz Kłopotek - Władysław Kosiniak-Kamysz - Kazimierz Kotowski - Jan Łopata | - Mirosław Maliszewski - Stefan Niesiołowski - Urszula Pasławska - Krzysztof Paszyk | - Marek Sawicki - Zbigniew Sosnowski - Genowefa Tokarska - Piotr Zgorzelski |
| Clube de Deputados Moderna | | | |
| | | | |
| - Barbara Dolniak - Paulina Hennig-Kloska - Ewa Lieder - Radosław Lubczyk | - Katarzyna Lubnauer - Jerzy Meysztowicz - Krzysztof Mieszkowski - Mirosław Pampuch | - Marek Ruciński - Mirosław Suchoń - Jacek Protasiewicz - Paweł Pudłowski | - Monika Rosa - Adam Szłapka - Witold Zembaczyński |
| Círculo de Deputados da Confederação | | | |
| | | | |
| - Marek Jakubiak - Jakub Kulesza | - Piotr Liroy-Marzec - Jacek Wilk | - Robert Winnicki | |
| Círculo de Deputados Livre e Solidariedade | | | |
| | | | |
| - Kornel Morawiecki | - Jarosław Porwich | - Małgorzata Zwiercan | |
| Círculo dos Deputados do Agora! | | | |
| | | | |
| - Ryszard Petru | - Joanna Scheuring-Wielgus | - Joanna Schmidt | |
| Membros não inscritos | | | |
| | | | |
| - Adam Andruszkiewicz - Piotr Babiarz - Magdalena Błeńska | - Adam Cyrański - Ryszard Galla - Janusz Sanocki | - Jan Klawiter - Robert Majka - Stanisław Pięta | |

### Membros cujo mandato expirou durante ou antes do início do mandato (26 deputados)
| Deputado              | Deputado               | Data de expiração do mandato                                | Motivo                                                                            | Sucessor                   |
| --------------------- | ---------------------- | ----------------------------------------------------------- | --------------------------------------------------------------------------------- | -------------------------- |
|                       | Józef Kurek            | 4 de novembro de 2015                                       | Renúncia do mandato (ele não fez o juramento)                                     | Anna Cicholska             |
| Czesław Hoc           | 27 de novembro de 2015 | Ocupando o assento isento dos membros do Parlamento Europeu | Stefan Strzałkowski                                                               |                            |
| Sławomir Kłosowski    | 27 de novembro de 2015 | Ocupando o assento isento dos membros do Parlamento Europeu | Katarzyna Czochara                                                                |                            |
|                       | Tomasz Tomczykiewicz   | 28 de novembro de 2015                                      | Morte                                                                             | Ewa Kołodziej              |
|                       | Piotr Pszczółkowski    | 2 de dezembro de 2015                                       | Escolha para um juiz do Tribunal Constitucional                                   | Alicja Kaczorowska         |
| Wojciech Jasiński     | 15 de dezembro de 2015 | Renúncia do mandato                                         | Waldemar Olejniczak                                                               |                            |
| Jerzy Żyżyński        | 18 de março de 2016    | Seleção como membro do Conselho de Política Monetária       | Bartłomiej Stawiarski                                                             |                            |
| Artur Górski          | 1 de abril de 2016     | Morte                                                       | Andrzej Melak                                                                     |                            |
| Andrzej Jaworski      | 14 de maio de 2016     | Renúncia do mandato                                         | Grzegorz Raczak                                                                   |                            |
| Maks Kraczkowski      | 30 de junho de 2016    | Renúncia do mandato                                         | Grzegorz Piechowiak                                                               |                            |
|                       | Rafał Wójcikowski      | 19 de janeiro de 2017                                       | Morte                                                                             | Małgorzata Janowska        |
|                       | Krzysztof Łapiński     | 11 de maio de 2017                                          | Chamando o Secretário de Estado (Polônia) na Chancelaria do Presidente da Polônia | Marta Kubiak               |
| Konrad Głębocki       | 5 de junho de 2018     | Nomeação a embaixador da Polônia na Itália                  | Mariusz Trepka                                                                    |                            |
| Adam Abramowicz       | 22 de junho de 2018    | Renúncia do mandato                                         | Tomasz Zieliński                                                                  |                            |
|                       | Stanisław Huskowski    | 25 de outubro de 2018                                       | Escolha de conselheiros do Sejmik da voivodia da Baixa Silésia                    | Iwona Krawczyk             |
|                       | Grzegorz Wojciechowski | 26 de outubro de 2018                                       | Escolha de conselheiros do Sejmik da voivodia de Łódź                             | Grzegorz Lorek             |
|                       | Rafał Trzaskowski      | 29 de outubro de 2018                                       | Escolha a Presidente da capital Varsóvia                                          | Jagna Marczułajtis-Walczak |
|                       | Jarosław Szlachetka    | 31 de outubro de 2018                                       | Escolha a Prefeito de Myślenice                                                   | Sławomir Hajos             |
| Bartłomiej Stawiarski | 5 de novembro de 2018  | Escolha a Prefeito de Namysłów                              | Kamil Bortniczuk                                                                  |                            |
|                       | Wojciech Wilk          | 5 de novembro de 2018                                       | Escolha para prefeito da cidade Kraśnik                                           | Magdalena Marek            |
|                       | Wojciech Bakun         | 6 de novembro de 2018                                       | Escolha para presidente da cidade de Przemyśl                                     | Robert Majka               |
|                       | Bogusław Sonik         | 20 de novembro de 2018                                      | Ocupando o assento isento dos membros do Parlamento Europeu                       | Grzegorz Lipiec            |
|                       | Dariusz Starzycki      | 21 de novembro de 2018                                      | Escolha a Vice-Presidente do Voivodato da Silésia                                 | Danuta Nowicka             |
| Jarosław Stawiarski   | 21 de novembro de 2018 | Escolha a Presidente de Lublin                              | Sławomir Skwarek                                                                  |                            |
| Grzegorz Schreiber    | 22 de novembro de 2018 | Escolha a Presidente de Łódź                                | Paweł Rychlik                                                                     |                            |
| Jolanta Szczypińska   | 8 de dezembro de 2018  | Morte                                                       | Piotr Müller                                                                      |                            |

### Mudanças no número de clubes durante o mandato
|            | Clube ou círculo | Clube ou círculo | Clube ou círculo | Clube ou círculo | Clube ou círculo | Clube ou círculo | Clube ou círculo | Clube ou círculo | Clube ou círculo | Clube ou círculo | Clube ou círculo | Clube ou círculo | NI | Total | Vagas |
| PiS        | PC               | K’15             | .N               | PSL              | WiS              | UED              | Rep.             | LS               | A!               | W-S              | K                |                  | NI | Total | Vagas |
| ---------- | ---------------- | ---------------- | ---------------- | ---------------- | ---------------- | ---------------- | ---------------- | ---------------- | ---------------- | ---------------- | ---------------- | ---------------- | -- | ----- | ----- |
|            |                  |                  |                  |                  |                  |                  |                  |                  |                  |                  |                  |                  |    | Total | Vagas |
| 12/11/2015 | 234              | 138              | 41               | 28               | 16               | –                | –                | –                | –                | –                | –                | –                | 3  | 460   | –     |
| 27/11/2015 | 232              | 138              | 41               | 28               | 16               | –                | –                | –                | –                | –                | –                | –                | 3  | 458   | 2     |
| 28/11/2015 | 232              | 137              | 41               | 28               | 16               | –                | –                | –                | –                | –                | –                | –                | 3  | 457   | 3     |
| 02/12/2015 | 231              | 137              | 41               | 28               | 16               | –                | –                | –                | –                | –                | –                | –                | 3  | 456   | 4     |
| 04/12/2015 | 232              | 138              | 41               | 28               | 16               | –                | –                | –                | –                | –                | –                | –                | 3  | 458   | 2     |
| 07/12/2015 | 233              | 138              | 41               | 28               | 16               | –                | –                | –                | –                | –                | –                | –                | 3  | 459   | 1     |
| 08/12/2015 | 234              | 138              | 41               | 28               | 16               | –                | –                | –                | –                | –                | –                | –                | 3  | 460   | –     |
| 15/12/2015 | 233              | 138              | 41               | 28               | 16               | –                | –                | –                | –                | –                | –                | –                | 3  | 459   | 1     |
| 22/12/2015 | 234              | 138              | 41               | 28               | 16               | –                | –                | –                | –                | –                | –                | –                | 3  | 460   | –     |
| 23/12/2015 | 234              | 138              | 40               | 29               | 16               | –                | –                | –                | –                | –                | –                | –                | 3  | 460   | –     |
| 18/03/2016 | 233              | 138              | 40               | 29               | 16               | –                | –                | –                | –                | –                | –                | –                | 3  | 459   | 1     |
| 25/03/2016 | 234              | 138              | 40               | 29               | 16               | –                | –                | –                | –                | –                | –                | –                | 3  | 460   | –     |
| 01/04/2016 | 233              | 138              | 40               | 29               | 16               | –                | –                | –                | –                | –                | –                | –                | 3  | 459   | 1     |
| 08/04/2016 | 234              | 138              | 40               | 29               | 16               | –                | –                | –                | –                | –                | –                | –                | 3  | 460   | –     |
| 14/04/2016 | 234              | 138              | 38               | 29               | 16               | –                | –                | –                | –                | –                | –                | –                | 5  | 460   | –     |
| 24/04/2016 | 234              | 138              | 37               | 29               | 16               | –                | –                | –                | –                | –                | –                | –                | 6  | 460   | –     |
| 14/05/2016 | 233              | 138              | 37               | 29               | 16               | –                | –                | –                | –                | –                | –                | –                | 6  | 459   | 1     |
| 18/05/2016 | 233              | 138              | 36               | 29               | 16               | 3                | –                | –                | –                | –                | –                | –                | 4  | 459   | 1     |
| 01/06/2016 | 234              | 138              | 36               | 29               | 16               | 3                | –                | –                | –                | –                | –                | –                | 4  | 460   | –     |
| 13/06/2016 | 234              | 137              | 36               | 30               | 16               | 3                | –                | –                | –                | –                | –                | –                | 4  | 460   | –     |
| 01/07/2016 | 233              | 137              | 36               | 30               | 16               | 3                | –                | –                | –                | –                | –                | –                | 4  | 459   | 1     |
| 12/07/2016 | 234              | 137              | 36               | 30               | 16               | 3                | –                | –                | –                | –                | –                | –                | 4  | 460   | –     |
| 20/07/2016 | 234              | 134              | 36               | 30               | 16               | 3                | –                | –                | –                | –                | –                | –                | 7  | 460   | –     |
| 21/09/2016 | 234              | 133              | 36               | 30               | 16               | 3                | 4                | –                | –                | –                | –                | –                | 4  | 460   | –     |
| 16/11/2016 | 234              | 132              | 36               | 31               | 16               | 3                | 4                | –                | –                | –                | –                | –                | 4  | 460   | –     |
| 19/01/2017 | 234              | 132              | 35               | 31               | 16               | 3                | 4                | –                | –                | –                | –                | –                | 4  | 459   | 1     |
| 08/02/2017 | 234              | 132              | 35               | 31               | 16               | 3                | 4                | –                | –                | –                | –                | –                | 5  | 460   | –     |
| 23/02/2017 | 234              | 132              | 33               | 31               | 16               | 3                | 4                | –                | –                | –                | –                | –                | 7  | 460   | –     |
| 24/02/2017 | 234              | 132              | 33               | 31               | 16               | 3                | 4                | 3                | –                | –                | –                | –                | 4  | 460   | –     |
| 12/04/2017 | 234              | 136              | 33               | 27               | 16               | 3                | 4                | 3                | –                | –                | –                | –                | 4  | 460   | –     |
| 11/05/2017 | 233              | 136              | 33               | 27               | 16               | 3                | 4                | 3                | –                | –                | –                | –                | 4  | 459   | 1     |
| 24/05/2017 | 234              | 136              | 33               | 27               | 16               | 3                | 4                | 3                | –                | –                | –                | –                | 4  | 460   | –     |
| 08/06/2017 | 234              | 136              | 32               | 27               | 16               | 3                | 4                | 3                | –                | –                | –                | –                | 5  | 460   | –     |
| 19/07/2017 | 234              | 136              | 32               | 27               | 15               | 3                | 4                | 3                | –                | –                | –                | –                | 6  | 460   | –     |
| 20/09/2017 | 236              | 136              | 32               | 27               | 15               | 3                | 4                | –                | –                | –                | –                | –                | 7  | 460   | –     |
| 11/10/2017 | 235              | 136              | 32               | 26               | 15               | 3                | 4                | –                | –                | –                | –                | –                | 9  | 460   | –     |
| 13/10/2017 | 235              | 136              | 33               | 26               | 15               | 3                | 4                | –                | –                | –                | –                | –                | 8  | 460   | –     |
| 30/10/2017 | 235              | 136              | 32               | 26               | 15               | 4                | 4                | –                | –                | –                | –                | –                | 8  | 460   | –     |
| 09/11/2017 | 235              | 136              | 31               | 26               | 15               | 5                | 4                | –                | –                | –                | –                | –                | 8  | 460   | –     |
| 07/12/2017 | 235              | 136              | 30               | 26               | 15               | 6                | 4                | –                | –                | –                | –                | –                | 8  | 460   | –     |
| 11/12/2017 | 236              | 136              | 30               | 26               | 15               | 6                | 4                | –                | –                | –                | –                | –                | 7  | 460   | –     |
| 12/12/2017 | 237              | 136              | 30               | 26               | 15               | 6                | 4                | –                | –                | –                | –                | –                | 6  | 460   | –     |
| 11/01/2018 | 237              | 136              | 30               | 25               | 15               | 6                | 4                | –                | –                | –                | –                | –                | 7  | 460   | –     |
| 22/01/2018 | 237              | 136              | 30               | 25               | 16               | 6                | 3                | –                | –                | –                | –                | –                | 7  | 460   | –     |
| 02/02/2018 | 237              | 136              | 30               | 25               | 15               | 6                | 3                | –                | –                | –                | –                | –                | 8  | 460   | –     |
| 08/02/2018 | 238              | 136              | 30               | 25               | 18               | 6                | –                | –                | –                | –                | –                | –                | 7  | 460   | –     |
| 15/02/2018 | 238              | 136              | 29               | 25               | 18               | 6                | –                | –                | –                | –                | –                | –                | 8  | 460   | –     |
| 08/03/2018 | 237              | 136              | 29               | 25               | 18               | 6                | –                | –                | –                | –                | –                | –                | 9  | 460   | –     |
| 10/05/2018 | 237              | 136              | 29               | 23               | 18               | 6                | –                | –                | –                | –                | –                | –                | 11 | 460   | –     |
| 11/05/2018 | 237              | 136              | 29               | 22               | 18               | 6                | –                | –                | –                | –                | –                | –                | 12 | 460   | –     |
| 05/06/2018 | 235              | 136              | 29               | 22               | 18               | 6                | –                | –                | –                | –                | –                | –                | 13 | 459   | 1     |
| 15/06/2018 | 236              | 136              | 29               | 22               | 18               | 6                | –                | –                | 3                | –                | –                | –                | 10 | 459   | 1     |
| 22/06/2018 | 234              | 136              | 29               | 22               | 18               | 6                | –                | –                | 3                | –                | –                | –                | 10 | 458   | 2     |
| 03/07/2018 | 235              | 136              | 29               | 22               | 18               | 6                | –                | –                | 3                | –                | –                | –                | 10 | 459   | 1     |
| 18/07/2018 | 236              | 136              | 29               | 22               | 18               | 6                | –                | –                | 3                | –                | –                | –                | 10 | 460   | –     |
| 25/10/2018 | 236              | 136              | 29               | 22               | 17               | 6                | –                | –                | 3                | –                | –                | –                | 10 | 459   | 1     |
| 26/10/2018 | 235              | 136              | 28               | 22               | 17               | 6                | –                | –                | 3                | –                | –                | –                | 11 | 458   | 2     |
| 29/10/2018 | 235              | 135              | 28               | 22               | 17               | 6                | –                | –                | 3                | –                | –                | –                | 11 | 457   | 3     |
| 31/10/2018 | 234              | 135              | 28               | 22               | 17               | 6                | –                | –                | 3                | –                | –                | –                | 11 | 456   | 4     |
| 02/11/2018 | 234              | 135              | 27               | 22               | 17               | 6                | –                | –                | 3                | –                | –                | –                | 12 | 456   | 4     |
| 05/11/2018 | 233              | 134              | 27               | 22               | 17               | 6                | –                | –                | 3                | –                | –                | –                | 12 | 454   | 6     |
| 06/11/2018 | 233              | 134              | 26               | 22               | 17               | 6                | –                | –                | 3                | –                | –                | –                | 12 | 453   | 7     |
| 20/11/2018 | 233              | 133              | 26               | 22               | 17               | 6                | –                | –                | –                | 3                | –                | –                | 12 | 452   | 8     |
| 21/11/2018 | 234              | 135              | 26               | 22               | 17               | 6                | –                | –                | –                | 3                | –                | –                | 13 | 456   | 4     |
| 22/11/2018 | 233              | 135              | 26               | 22               | 17               | 6                | –                | –                | –                | 3                | 3                | –                | 10 | 455   | 5     |
| 05/12/2018 | 237              | 145              | 26               | 14               | 17               | 5                | –                | –                | –                | 3                | 3                | –                | 10 | 460   | –     |
| 08/12/2018 | 236              | 145              | 26               | 14               | 17               | 5                | –                | –                | –                | 3                | 3                | –                | 10 | 459   | 1     |
| 13/12/2018 | 236              | 145              | 26               | 15               | 16               | 5                | –                | –                | –                | 3                | 3                | –                | 10 | 459   | 1     |
| 28/12/2018 | 237              | 145              | 26               | 15               | 16               | 4                | –                | –                | –                | 3                | 3                | –                | 11 | 460   | –     |
| 22/03/2019 | 237              | 145              | 26               | 15               | 16               | 4                | –                | –                | –                | 3                | –                | 5                | 9  | 460   | –     |
| 03/04/2019 | 238              | 145              | 26               | 15               | 16               | 3                | –                | –                | –                | 3                | –                | 5                | 9  | 460   | –     |

## Lista por distritos eleitorais
| Distritos eleitorais em províncias individuais: Baixa Silésia • Cujávia-Pomerânia • Lublin • Lubusz • Łódź • Pequena Polônia • Mazóvia • Opole • Podkarpackie • Podláquia • Pomerânia • Silésia • Świętokrzyskie • Vármia-Masúria • Grande Polônia • Pomerânia Ocidental |

| Voivodia da Baixa Silésia       | | | | | | | | | | |
| Nº                              | Deputados eleitos a partir de listas de comissões eleitorais individuais (entre parênteses o número de votos obtidos) | Deputados eleitos a partir de listas de comissões eleitorais individuais (entre parênteses o número de votos obtidos) | Deputados eleitos a partir de listas de comissões eleitorais individuais (entre parênteses o número de votos obtidos) | Deputados eleitos a partir de listas de comissões eleitorais individuais (entre parênteses o número de votos obtidos)                               | Deputados eleitos a partir de listas de comissões eleitorais individuais (entre parênteses o número de votos obtidos) | Deputados eleitos a partir de listas de comissões eleitorais individuais (entre parênteses o número de votos obtidos) | Deputados eleitos a partir de listas de comissões eleitorais individuais (entre parênteses o número de votos obtidos) | Deputados eleitos a partir de listas de comissões eleitorais individuais (entre parênteses o número de votos obtidos) | Deputados eleitos a partir de listas de comissões eleitorais individuais (entre parênteses o número de votos obtidos) | Deputados eleitos a partir de listas de comissões eleitorais individuais (entre parênteses o número de votos obtidos) |
| 1                               | | Lei e Justiça Adam Lipiński (26 199) Elżbieta Witek (22 168) Marzena Machałek (14 608) Krzysztof Kubów (14 551) Wojciech Zubowski (10 802) Ewa Szymańska (5 712) | | Plataforma Cívica Ewa Drozd (16 312) Zofia Czernow (10 070) Robert Kropiwnicki (8 439) Iwona Krawczyk (7 954)                                       | | Kukiz’15 Robert Winnicki (11 802)                                                                                     | | Moderna Elżbieta Stępień (10 041)                                                                                     | | |
| 2                               | | Plataforma Cívica Tomasz Siemoniak (30 786) Izabela Mrzygłocka (8 659) Monika Wielichowska (8 621) Agnieszka Kołacz-Leszczyńska (6 421) | | Lei e Justiça Michał Dworczyk (24 935) Anna Zalewska (22 402) Wojciech Murdzek (5 758)                                                              | Kukiz’15 Ireneusz Zyska (7 725)                                                                                       | | | | | |
| 3                               | | Lei e Justiça Mirosława Stachowiak-Różecka (41 296) Beata Kempa (29 877) Jacek Świat (17 281) Mariusz Jędrysek (13 982) Piotr Babiarz (12 950) Przemysław Czarnecki (9 200) | | Plataforma Cívica Alicja Chybicka (62 211) Jacek Protasiewicz (29 922) Michał Jaros (12 235) Sławomir Piechota (5 959) Aldona Młyńczak (5 189)      | | Moderna Krzysztof Mieszkowski (24 525) Joanna Augustynowska (9 989)                                                   | | Kukiz’15 Kornel Morawiecki (26 101)                                                                                   | | |
| Voivodia da Cujávia-Pomerânia   | | | | | | | | | | |
| Nº                              | Deputados eleitos a partir de listas de comissões eleitorais individuais (entre parênteses o número de votos obtidos) | Deputados eleitos a partir de listas de comissões eleitorais individuais (entre parênteses o número de votos obtidos) | Deputados eleitos a partir de listas de comissões eleitorais individuais (entre parênteses o número de votos obtidos) | Deputados eleitos a partir de listas de comissões eleitorais individuais (entre parênteses o número de votos obtidos)                               | Deputados eleitos a partir de listas de comissões eleitorais individuais (entre parênteses o número de votos obtidos) | Deputados eleitos a partir de listas de comissões eleitorais individuais (entre parênteses o número de votos obtidos) | Deputados eleitos a partir de listas de comissões eleitorais individuais (entre parênteses o número de votos obtidos) | Deputados eleitos a partir de listas de comissões eleitorais individuais (entre parênteses o número de votos obtidos) | Deputados eleitos a partir de listas de comissões eleitorais individuais (entre parênteses o número de votos obtidos) | Deputados eleitos a partir de listas de comissões eleitorais individuais (entre parênteses o número de votos obtidos) |
| 4                               | | Lei e Justiça Tomasz Latos (40 288) Piotr Król (10 773) Bartosz Kownacki (9 044) Łukasz Schreiber (7 291) Ewa Kozanecka (6 851) | | Plataforma Cívica Zbigniew Pawłowicz (32 552) Teresa Piotrowska (18 678) Krzysztof Brejza (15 951) Paweł Olszewski (14 438)                         | | Kukiz’15 Paweł Skutecki (11 089)                                                                                      | | Moderna Michał Stasiński (12 017)                                                                                     | | Partido Popular Polonês Eugeniusz Kłopotek (9 143)                                                                    |
| 5                               | Lei e Justiça Jan Ardanowski (18 366) Krzysztof Czabański (16 546) Anna Sobecka (16 269) Łukasz Zbonikowski (8 949) Joanna Borowiak (8 292) Iwona Michałek (7 485) | Plataforma Cívica Tomasz Lenz (21 323) Arkadiusz Myrcha (13 400) Tomasz Szymański (10 399) Antoni Mężydło (9 285) | Kukiz’15 Paweł Szramka (13 552)                                                                                       | | Partido Popular Polonês Zbigniew Sosnowski (7 230)                                                                    | | Moderna Joanna Scheuring-Wielgus (12 655)                                                                             | | | |
| Voivodia de Lublin              | | | | | | | | | | |
| Nº                              | Deputados eleitos a partir de listas de comissões eleitorais individuais (entre parênteses o número de votos obtidos) | Deputados eleitos a partir de listas de comissões eleitorais individuais (entre parênteses o número de votos obtidos) | Deputados eleitos a partir de listas de comissões eleitorais individuais (entre parênteses o número de votos obtidos) | Deputados eleitos a partir de listas de comissões eleitorais individuais (entre parênteses o número de votos obtidos)                               | Deputados eleitos a partir de listas de comissões eleitorais individuais (entre parênteses o número de votos obtidos) | Deputados eleitos a partir de listas de comissões eleitorais individuais (entre parênteses o número de votos obtidos) | Deputados eleitos a partir de listas de comissões eleitorais individuais (entre parênteses o número de votos obtidos) | Deputados eleitos a partir de listas de comissões eleitorais individuais (entre parênteses o número de votos obtidos) | Deputados eleitos a partir de listas de comissões eleitorais individuais (entre parênteses o número de votos obtidos) | Deputados eleitos a partir de listas de comissões eleitorais individuais (entre parênteses o número de votos obtidos) |
| 6                               | | Lei e Justiça Elżbieta Kruk (43 432) Gabriela Masłowska (23 287) Sylwester Tułajew (17 289) Artur Soboń (16 643) Krzysztof Michałkiewicz (15 806) Lech Sprawka (15 713) Krzysztof Głuchowski (9 924) Krzysztof Szulowski (9 019) Jerzy Bielecki (8 510) Sławomir Skwarek (7 509) | | Plataforma Cívica Joanna Mucha (43 459) Włodzimierz Karpiński (10 260) Magdalena Marek (4 131)                                                      | | Kukiz’15 Jakub Kulesza (15 058)                                                                                       | | Partido Popular Polonês Jan Łopata (7 750)                                                                            | | |
| 7                               | Lei e Justiça Beata Mazurek (30 365) Sławomir Zawiślak (25 236) Agata Borowiec (17 183) Marcin Duszek (12 783) Piotr Olszówka (8 174) Jan Szewczak (7 863) Teresa Hałas (6 451) Tomasz Zieliński (5 344) | Plataforma Cívica Grzegorz Raniewicz (10 485) Stanisław Żmijan (7 135) | | Partido Popular Polonês Genowefa Tokarska (4 606)                                                                                                   | | Kukiz’15 Jarosław Sachajko (10 722)                                                                                   | | | | |
| Província de Lubusz             | | | | | | | | | | |
| Nº                              | Deputados eleitos a partir de listas de comissões eleitorais individuais (entre parênteses o número de votos obtidos) | Deputados eleitos a partir de listas de comissões eleitorais individuais (entre parênteses o número de votos obtidos) | Deputados eleitos a partir de listas de comissões eleitorais individuais (entre parênteses o número de votos obtidos) | Deputados eleitos a partir de listas de comissões eleitorais individuais (entre parênteses o número de votos obtidos)                               | Deputados eleitos a partir de listas de comissões eleitorais individuais (entre parênteses o número de votos obtidos) | Deputados eleitos a partir de listas de comissões eleitorais individuais (entre parênteses o número de votos obtidos) | Deputados eleitos a partir de listas de comissões eleitorais individuais (entre parênteses o número de votos obtidos) | Deputados eleitos a partir de listas de comissões eleitorais individuais (entre parênteses o número de votos obtidos) | Deputados eleitos a partir de listas de comissões eleitorais individuais (entre parênteses o número de votos obtidos) | Deputados eleitos a partir de listas de comissões eleitorais individuais (entre parênteses o número de votos obtidos) |
| 8                               | | Lei e Justiça Elżbieta Rafalska (22 898) Marek Ast (17 530) Jerzy Materna (15 089) Artur Zasada (5 821) Jacek Kurzępa (5 486) | | Plataforma Cívica Stefan Niesiołowski (29 304) Bożenna Bukiewicz (25 715) Tomasz Kucharski (7 105) Krystyna Sibińska (6 868) Katarzyna Osos (5 749) | | Moderna Paweł Pudłowski (16 716)                                                                                      | | Kukiz’15 Jarosław Porwich (10 777)                                                                                    | | |
| Região de Łódź                  | | | | | | | | | | |
| Nº                              | Deputados eleitos a partir de listas de comissões eleitorais individuais (entre parênteses o número de votos obtidos) | Deputados eleitos a partir de listas de comissões eleitorais individuais (entre parênteses o número de votos obtidos) | Deputados eleitos a partir de listas de comissões eleitorais individuais (entre parênteses o número de votos obtidos) | Deputados eleitos a partir de listas de comissões eleitorais individuais (entre parênteses o número de votos obtidos)                               | Deputados eleitos a partir de listas de comissões eleitorais individuais (entre parênteses o número de votos obtidos) | Deputados eleitos a partir de listas de comissões eleitorais individuais (entre parênteses o número de votos obtidos) | Deputados eleitos a partir de listas de comissões eleitorais individuais (entre parênteses o número de votos obtidos) | Deputados eleitos a partir de listas de comissões eleitorais individuais (entre parênteses o número de votos obtidos) | Deputados eleitos a partir de listas de comissões eleitorais individuais (entre parênteses o número de votos obtidos) | Deputados eleitos a partir de listas de comissões eleitorais individuais (entre parênteses o número de votos obtidos) |
| 9                               | | Plataforma Cívica Cezary Grabarczyk (26 591) Włodzimierz Nykiel (21 708) Iwona Śledzińska-Katarasińska (21 424) Małgorzata Niemczyk (17 741) | | Lei e Justiça Piotr Gliński (41 697) Joanna Kopcińska (17 911) Waldemar Buda (15 028) Alicja Kaczorowska (3 589)                                    | | Moderna Katarzyna Lubnauer (18 549)                                                                                   | | Kukiz’15 Piotr Apel (7 935)                                                                                           | | |
| 10                              | | Lei e Justiça Antoni Macierewicz (33 960) Robert Telus (18 670) Anna Milczanowska (11 562) Dariusz Kubiak (8 004) Krzysztof Maciejewski (6 818) Grzegorz Lorek (6 344) | | Plataforma Cívica Elżbieta Radziszewska (12 741) Dorota Rutkowska (10 157)                                                                          | | Kukiz’15 Małgorzata Janowska (2 877)                                                                                  | | | | |
| 11                              | Lei e Justiça Witold Waszczykowski (32 909) Piotr Polak (16 637) Marek Matuszewski (13 880) Beata Mateusiak-Pielucha (12 059) Tadeusz Woźniak (11 011) Łukasz Rzepecki (9 229) Paweł Rychlik (8 499) | Plataforma Cívica Cezary Tomczyk (26 781) Agnieszka Hanajczyk (12 128) Artur Dunin (8 082) | Kukiz’15 Tomasz Rzymkowski (11 977)                                                                                   | | Partido Popular Polonês Paweł Bejda (6 283)                                                                           | | | | | |
| Voivodia da Pequena Polônia     | | | | | | | | | | |
| Nº                              | Deputados eleitos a partir de listas de comissões eleitorais individuais (entre parênteses o número de votos obtidos) | Deputados eleitos a partir de listas de comissões eleitorais individuais (entre parênteses o número de votos obtidos) | Deputados eleitos a partir de listas de comissões eleitorais individuais (entre parênteses o número de votos obtidos) | Deputados eleitos a partir de listas de comissões eleitorais individuais (entre parênteses o número de votos obtidos)                               | Deputados eleitos a partir de listas de comissões eleitorais individuais (entre parênteses o número de votos obtidos) | Deputados eleitos a partir de listas de comissões eleitorais individuais (entre parênteses o número de votos obtidos) | Deputados eleitos a partir de listas de comissões eleitorais individuais (entre parênteses o número de votos obtidos) | Deputados eleitos a partir de listas de comissões eleitorais individuais (entre parênteses o número de votos obtidos) | Deputados eleitos a partir de listas de comissões eleitorais individuais (entre parênteses o número de votos obtidos) | Deputados eleitos a partir de listas de comissões eleitorais individuais (entre parênteses o número de votos obtidos) |
| 12                              | | Lei e Justiça Beata Szydło (96 127) Ewa Filipiak (3 915) Zbigniew Biernat (3 644) Marek Polak (3345) Sławomir Hajos (2734) | | Plataforma Cívica Marek Sowa (20 867) Dorota Niedziela (7 967)                                                                                      | | Kukiz’15 Józef Brynkus (8 615)                                                                                        | | | | |
| 13                              | Lei e Justiça Małgorzata Wassermann (81 379) Jarosław Gowin (43 539) Andrzej Adamczyk (18 514) Jacek Osuch (10 219) Barbara Bubula (9 813) Ryszard Terlecki (7 913) Elżbieta Duda (6 555) | Plataforma Cívica Ireneusz Raś (24 543) Lidia Gądek (9 082) Józef Lassota (8 285) Jagna Marczułajtis-Walczak (6 899) Grzegorz Lipiec (4 460) | | Moderna Jerzy Meysztowicz (26 164) | | Kukiz’15 Agnieszka Ścigaj (17 630)                                                                                    | | | | |
| 14                              | Lei e Justiça Arkadiusz Mularczyk (36 903) Barbara Bartuś (20 725) Piotr Naimski (20 408) Wiesław Janczyk (16 349) Józef Leśniak (16 167) Anna Paluch (15 049) Edward Siarka (13 953) Jan Duda (9 110) | Plataforma Cívica Andrzej Czerwiński (17 487) | | Kukiz’15 Elżbieta Borowska (8 115) | | | | | | |
| 15                              | Lei e Justiça Włodzimierz Bernacki (27 673) Urszula Rusecka (16 971) Józefa Szczurek-Żelazko (15 635) Michał Wojtkiewicz (13 230) Wiesław Krajewski (13 060) Anna Czech (11 089) | Plataforma Cívica Urszula Augustyn (13 928) | Kukiz’15 Norbert Kaczmarczyk (8 926)                                                                                  | | Partido Popular Polonês Władysław Kosiniak-Kamysz (12 171)                                                            | | | | | |
| Voivodia da Mazóvia             | | | | | | | | | | |
| Nº                              | Deputados eleitos a partir de listas de comissões eleitorais individuais (entre parênteses o número de votos obtidos) | Deputados eleitos a partir de listas de comissões eleitorais individuais (entre parênteses o número de votos obtidos) | Deputados eleitos a partir de listas de comissões eleitorais individuais (entre parênteses o número de votos obtidos) | Deputados eleitos a partir de listas de comissões eleitorais individuais (entre parênteses o número de votos obtidos)                               | Deputados eleitos a partir de listas de comissões eleitorais individuais (entre parênteses o número de votos obtidos) | Deputados eleitos a partir de listas de comissões eleitorais individuais (entre parênteses o número de votos obtidos) | Deputados eleitos a partir de listas de comissões eleitorais individuais (entre parênteses o número de votos obtidos) | Deputados eleitos a partir de listas de comissões eleitorais individuais (entre parênteses o número de votos obtidos) | Deputados eleitos a partir de listas de comissões eleitorais individuais (entre parênteses o número de votos obtidos) | Deputados eleitos a partir de listas de comissões eleitorais individuais (entre parênteses o número de votos obtidos) |
| 16                              | | Lei e Justiça Maciej Małecki (18 671) Marek Opioła (14 708) Robert Kołakowski (10 960) Maciej Wąsik (9 977) Anna Cicholska (5 387) Waldemar Olejniczak (4 920) | | Plataforma Cívica Marcin Kierwiński (16 271) Elżbieta Gapińska (11 733)                                                                             | | Partido Popular Polonês Piotr Zgorzelski (8 070)                                                                      | | Kukiz’15 Marek Jakubiak (11 131)                                                                                      | | |
| 17                              | Lei e Justiça Marek Suski (36 542) Andrzej Kosztowniak (23 521) Dariusz Bąk (17 961) Anna Kwiecień (7 458) Wojciech Skurkiewicz (7 058) | Plataforma Cívica Leszek Ruszczyk (14 537) Anna Białkowska (7 466) | Partido Popular Polonês Mirosław Maliszewski (7 959)                                                                  | Kukiz’15 Robert Mordak (7 781) | | | | | | |
| 18                              | Lei e Justiça Krzysztof Tchórzewski (26 372) Arkadiusz Czartoryski (24 747) Henryk Kowalczyk (22 850) Marek Zagórski (19 018) Krystyna Pawłowicz (18 070) Grzegorz Woźniak (16 516) Daniel Milewski (13 302) Teresa Wargocka (8 567)                                                                                            | Plataforma Cívica Jolanta Hibner (12 899) Czesław Mroczek (11 901) | Partido Popular Polonês Marek Sawicki (11 892)                                                                        | Kukiz’15 Anna Siarkowska (12 073) | | | | | | |
| 19                              | Lei e Justiça Jarosław Kaczyński (202 424) Mariusz Kamiński (29 654) Małgorzata Gosiewska (13 976) Małgorzata Wypych (7 496) Paweł Lisiecki (6 865) Ewa Tomaszewska (5 114) Jarosław Krajewski (4 753) Andrzej Melak (4 417) | Plataforma Cívica Ewa Kopacz (230 894) Andrzej Halicki (13 859) Joanna Kluzik-Rostkowska (12 807) Marcin Święcicki (8 329) Michał Szczerba (4 919) Joanna Fabisiak (3 512) Roman Kosecki (3 258)                                                                                 | | Moderna Ryszard Petru (129 088) Kornelia Wróblewska (3 945) Zbigniew Gryglas (1011)                                                                 | Kukiz’15 Paweł Kukiz (76 675) Jacek Wilk (2 420)                                                                      | | | | | |
| 20                              | Lei e Justiça Mariusz Błaszczak (73 139) Jacek Sasin (43 250) Jan Szyszko (15 015) Anita Czerwińska (7 068) Piotr Uściński (6 679) Andrzej Smirnow (5 572) | Plataforma Cívica Małgorzata Kidawa-Błońska (80 866) Jan Grabiec (10 929) Michał Kamiński (5 877) Kinga Gajewska (4 820) | Moderna Kamila Gasiuk-Pihowicz (19 041)                                                                               | Kukiz’15 Stanisław Tyszka (14 670) | | | | | | |
| Província de Opole              | | | | | | | | | | |
| Nº                              | Deputados eleitos a partir de listas de comissões eleitorais individuais (entre parênteses o número de votos obtidos) | Deputados eleitos a partir de listas de comissões eleitorais individuais (entre parênteses o número de votos obtidos) | Deputados eleitos a partir de listas de comissões eleitorais individuais (entre parênteses o número de votos obtidos) | Deputados eleitos a partir de listas de comissões eleitorais individuais (entre parênteses o número de votos obtidos)                               | Deputados eleitos a partir de listas de comissões eleitorais individuais (entre parênteses o número de votos obtidos) | Deputados eleitos a partir de listas de comissões eleitorais individuais (entre parênteses o número de votos obtidos) | Deputados eleitos a partir de listas de comissões eleitorais individuais (entre parênteses o número de votos obtidos) | Deputados eleitos a partir de listas de comissões eleitorais individuais (entre parênteses o número de votos obtidos) | Deputados eleitos a partir de listas de comissões eleitorais individuais (entre parênteses o número de votos obtidos) | Deputados eleitos a partir de listas de comissões eleitorais individuais (entre parênteses o número de votos obtidos) |
| 21                              | | Lei e Justiça Patryk Jaki (29 923) Antoni Duda (8 085) Katarzyna Czochara (3 857) Kamil Bortniczuk (2 564) | | Plataforma Cívica Leszek Korzeniowski (20 084) Tomasz Kostuś (11 016) Rajmund Miller (8 565) Ryszard Wilczyński (8 440)                             | | Kukiz’15 Janusz Sanocki (15 705) Paweł Grabowski (4508)                                                               | | Minoria Alemã Ryszard Galla (9 623)                                                                                   | | Moderna Witold Zembaczyński (12 699)                                                                                  |
| Província de Podkarpackie       | | | | | | | | | | |
| Nº                              | Deputados eleitos a partir de listas de comissões eleitorais individuais (entre parênteses o número de votos obtidos) | Deputados eleitos a partir de listas de comissões eleitorais individuais (entre parênteses o número de votos obtidos) | Deputados eleitos a partir de listas de comissões eleitorais individuais (entre parênteses o número de votos obtidos) | Deputados eleitos a partir de listas de comissões eleitorais individuais (entre parênteses o número de votos obtidos)                               | Deputados eleitos a partir de listas de comissões eleitorais individuais (entre parênteses o número de votos obtidos) | Deputados eleitos a partir de listas de comissões eleitorais individuais (entre parênteses o número de votos obtidos) | Deputados eleitos a partir de listas de comissões eleitorais individuais (entre parênteses o número de votos obtidos) | Deputados eleitos a partir de listas de comissões eleitorais individuais (entre parênteses o número de votos obtidos) | Deputados eleitos a partir de listas de comissões eleitorais individuais (entre parênteses o número de votos obtidos) | Deputados eleitos a partir de listas de comissões eleitorais individuais (entre parênteses o número de votos obtidos) |
| 22                              | | Lei e Justiça Marek Kuchciński (34 558) Bogdan Rzońca (28 356) Anna Schmidt-Rodziewicz (16 134) Stanisław Piotrowicz (15 747) Piotr Uruski (11 200) Piotr Babinetz (10 170) Andrzej Matusiewicz (9 970)                                                                          | | Plataforma Cívica Marek Rząsa (14 562) Joanna Frydrych (5 761)                                                                                      | | Kukiz’15 Robert Majka (3 189)                                                                                         | | Partido Popular Polonês Mieczysław Kasprzak (5 251)                                                                   | | |
| 23                              | Lei e Justiça Józefa Hrynkiewicz (27 010) Andrzej Szlachta (24 365) Kazimierz Moskal (24 128) Kazimierz Gołojuch (19 118) Wojciech Buczak (18 202) Zbigniew Chmielowiec (18 197) Rafał Weber (17 359) Jan Warzecha (15 240) Jerzy Paul (12 540) Mieczysław Miazga (11 327) Halina Szydełko (10 483) Krystyna Wróblewska (9 426) | Plataforma Cívica Krystyna Skowrońska (23 576) Zdzisław Gawlik (8 414) | Kukiz’15 Maciej Masłowski (15 303)                                                                                    | | | | | | | |
| Voivodia da Podláquia           | | | | | | | | | | |
| Nº                              | Deputados eleitos a partir de listas de comissões eleitorais individuais (entre parênteses o número de votos obtidos) | Deputados eleitos a partir de listas de comissões eleitorais individuais (entre parênteses o número de votos obtidos) | Deputados eleitos a partir de listas de comissões eleitorais individuais (entre parênteses o número de votos obtidos) | Deputados eleitos a partir de listas de comissões eleitorais individuais (entre parênteses o número de votos obtidos)                               | Deputados eleitos a partir de listas de comissões eleitorais individuais (entre parênteses o número de votos obtidos) | Deputados eleitos a partir de listas de comissões eleitorais individuais (entre parênteses o número de votos obtidos) | Deputados eleitos a partir de listas de comissões eleitorais individuais (entre parênteses o número de votos obtidos) | Deputados eleitos a partir de listas de comissões eleitorais individuais (entre parênteses o número de votos obtidos) | Deputados eleitos a partir de listas de comissões eleitorais individuais (entre parênteses o número de votos obtidos) | Deputados eleitos a partir de listas de comissões eleitorais individuais (entre parênteses o número de votos obtidos) |
| 24                              | | Lei e Justiça Krzysztof Jurgiel (44 620) Jarosław Zieliński (28 865) Dariusz Piontkowski (28 378) Lech Kołakowski (15 106) Jacek Żalek (12 370) Jacek Bogucki (9 707) Bernadeta Krynicka (7 624) Kazimierz Gwiazdowski (6 787)                                                   | | Plataforma Cívica Robert Tyszkiewicz (19 453) Tomasz Cimoszewicz (14 496) Bożena Kamińska (9 826)                                                   | | Kukiz’15 Adam Andruszkiewicz (15 668)                                                                                 | | Partido Popular Polonês Mieczysław Baszko (7 010)                                                                     | | Moderna Krzysztof Truskolaski (14 141)                                                                                |
| Voivodia da Pomerânia           | | | | | | | | | | |
| Nº                              | Deputados eleitos a partir de listas de comissões eleitorais individuais (entre parênteses o número de votos obtidos) | Deputados eleitos a partir de listas de comissões eleitorais individuais (entre parênteses o número de votos obtidos) | Deputados eleitos a partir de listas de comissões eleitorais individuais (entre parênteses o número de votos obtidos) | Deputados eleitos a partir de listas de comissões eleitorais individuais (entre parênteses o número de votos obtidos)                               | Deputados eleitos a partir de listas de comissões eleitorais individuais (entre parênteses o número de votos obtidos) | Deputados eleitos a partir de listas de comissões eleitorais individuais (entre parênteses o número de votos obtidos) | Deputados eleitos a partir de listas de comissões eleitorais individuais (entre parênteses o número de votos obtidos) | Deputados eleitos a partir de listas de comissões eleitorais individuais (entre parênteses o número de votos obtidos) | Deputados eleitos a partir de listas de comissões eleitorais individuais (entre parênteses o número de votos obtidos) | Deputados eleitos a partir de listas de comissões eleitorais individuais (entre parênteses o número de votos obtidos) |
| 25                              | | Plataforma Cívica Adam Korol (28 727) Agnieszka Pomaska (22 196) Sławomir Neumann (20 514) Jerzy Borowczak (16 931) Małgorzata Chmiel (13 346) | | Lei e Justiça Jarosław Sellin (34 997) Tadeusz Cymański (13 126) Kazimierz Smoliński (12 424) Jan Kilian (6 675) Grzegorz Raczak (6 332)            | | Moderna Ewa Lieder (23 220)                                                                                           | | Kukiz’15 Magdalena Błeńska (9 437)                                                                                    | | |
| 26                              | Plataforma Cívica Marek Biernacki (42 586) Henryka Krzywonos-Strycharska (24 333) Kazimierz Plocke (11 060) Zbigniew Konwiński (10 783) Stanisław Lamczyk (8 981) Tadeusz Aziewicz (6 625) | Lei e Justiça Janusz Śniadek (26 671) Dorota Arciszewska-Mielewczyk (25 054) Marcin Horała (10 546) Jan Klawiter (7 389) Aleksander Mrówczyński (5 835) Piotr Müller (5 350) | Moderna Grzegorz Furgo (14 247)                                                                                       | Kukiz’15 Małgorzata Zwiercan (11 822) | | | | | | |
| Voivodato da Silésia            | | | | | | | | | | |
| Nº                              | Deputados eleitos a partir de listas de comissões eleitorais individuais (entre parênteses o número de votos obtidos) | Deputados eleitos a partir de listas de comissões eleitorais individuais (entre parênteses o número de votos obtidos) | Deputados eleitos a partir de listas de comissões eleitorais individuais (entre parênteses o número de votos obtidos) | Deputados eleitos a partir de listas de comissões eleitorais individuais (entre parênteses o número de votos obtidos)                               | Deputados eleitos a partir de listas de comissões eleitorais individuais (entre parênteses o número de votos obtidos) | Deputados eleitos a partir de listas de comissões eleitorais individuais (entre parênteses o número de votos obtidos) | Deputados eleitos a partir de listas de comissões eleitorais individuais (entre parênteses o número de votos obtidos) | Deputados eleitos a partir de listas de comissões eleitorais individuais (entre parênteses o número de votos obtidos) | Deputados eleitos a partir de listas de comissões eleitorais individuais (entre parênteses o número de votos obtidos) | Deputados eleitos a partir de listas de comissões eleitorais individuais (entre parênteses o número de votos obtidos) |
| 27                              | | Lei e Justiça Stanisław Szwed (46 220) Stanisław Pięta (18 907) Grzegorz Puda (12 262) Jacek Falfus (9 439) Kazimierz Matuszny (9 345) | | Plataforma Cívica Mirosława Nykiel (26 927) Małgorzata Pępek (11 733)                                                                               | | Kukiz’15 Jerzy Jachnik (11 654)                                                                                       | | Moderna Mirosław Suchoń (13 357)                                                                                      | | |
| 28                              | Lei e Justiça Szymon Giżyński (24 802) Lidia Burzyńska (9 760) Andrzej Gawron (9 202) Mariusz Trepka (6 025) | Plataforma Cívica Izabela Leszczyna (19 160) Halina Rozpondek (10 115) | Kukiz’15 Tomasz Jaskóła (10 952)                                                                                      | | | | | | | |
| 29                              | Lei e Justiça Wojciech Szarama (34 979) Barbara Dziuk (12 036) Piotr Pyzik (7 326) Jarosław Gonciarz (4 884) | Plataforma Cívica Borys Budka (37 761) Krystyna Szumilas (14 533) Tomasz Głogowski (8 982) | Kukiz’15 Paweł Kobyliński (13 905)                                                                                    | | Moderna Marta Golbik (14 323)                                                                                         | | | | | |
| 30                              | Lei e Justiça Izabela Kloc (43 648) Grzegorz Matusiak (17 227) Grzegorz Janik (9 355) Teresa Glenc (6 354) Czesław Sobierajski (5 014) | Plataforma Cívica Gabriela Lenartowicz (17 823) Marek Krząkała (15 404) Krzysztof Gadowski (11 549) | Kukiz’15 Krzysztof Sitarski (12 127)                                                                                  | | | | | | | |
| 31                              | Lei e Justiça Grzegorz Tobiszowski (36 422) Andrzej Sośnierz (23 809) Jerzy Polaczek (18 429) Bożena Borys-Szopa (7 912) Michał Wójcik (7 652) | Plataforma Cívica Marian Zembala (53 610) Danuta Pietraszewska (11 222) Marek Wójcik (8 028) Wojciech Król (7 465) Ewa Kołodziej (5 745) | Kukiz’15 Grzegorz Długi (13 531)                                                                                      | | Moderna Monika Rosa (20 126)                                                                                          | | | | | |
| 32                              | Lei e Justiça Ewa Malik (28 909) Waldemar Andzel (12 021) Robert Warwas (11 998) Danuta Nowicka (4 377) | Plataforma Cívica Beata Małecka-Libera (23 429) Anna Nemś (15 875) Paweł Bańkowski (6 707) | Kukiz’15 Barbara Chrobak (8 550)                                                                                      | Moderna Barbara Dolniak (15 752) | | | | | | |
| Voivodia de Świętokrzyskie      | | | | | | | | | | |
| Nº                              | Deputados eleitos a partir de listas de comissões eleitorais individuais (entre parênteses o número de votos obtidos) | Deputados eleitos a partir de listas de comissões eleitorais individuais (entre parênteses o número de votos obtidos) | Deputados eleitos a partir de listas de comissões eleitorais individuais (entre parênteses o número de votos obtidos) | Deputados eleitos a partir de listas de comissões eleitorais individuais (entre parênteses o número de votos obtidos)                               | Deputados eleitos a partir de listas de comissões eleitorais individuais (entre parênteses o número de votos obtidos) | Deputados eleitos a partir de listas de comissões eleitorais individuais (entre parênteses o número de votos obtidos) | Deputados eleitos a partir de listas de comissões eleitorais individuais (entre parênteses o número de votos obtidos) | Deputados eleitos a partir de listas de comissões eleitorais individuais (entre parênteses o número de votos obtidos) | Deputados eleitos a partir de listas de comissões eleitorais individuais (entre parênteses o número de votos obtidos) | Deputados eleitos a partir de listas de comissões eleitorais individuais (entre parênteses o número de votos obtidos) |
| 33                              | | Lei e Justiça Zbigniew Ziobro (67 238) Anna Krupka (27 568) Krzysztof Lipiec (16 450) Dominik Tarczyński (7 475) Maria Zuba (6 940) Michał Cieślak (6 331) Marek Kwitek (5 636) Bogdan Latosiński (5 369) Andrzej Kryj (4 779)                                                   | | Plataforma Cívica Grzegorz Schetyna (42 376) Marzena Okła-Drewnowicz (13 019) Artur Gierada (5 087)                                                 | | Partido Popular Polonês Kazimierz Kotowski (6 851) Krystian Jarubas (4379)                                            | | Kukiz’15 Piotr Liroy-Marzec (22 614)                                                                                  | | Moderna Adam Cyrański (12 120)                                                                                        |
| Voivodia da Vármia-Masúria      | | | | | | | | | | |
| Nº                              | Deputados eleitos a partir de listas de comissões eleitorais individuais (entre parênteses o número de votos obtidos) | Deputados eleitos a partir de listas de comissões eleitorais individuais (entre parênteses o número de votos obtidos) | Deputados eleitos a partir de listas de comissões eleitorais individuais (entre parênteses o número de votos obtidos) | Deputados eleitos a partir de listas de comissões eleitorais individuais (entre parênteses o número de votos obtidos)                               | Deputados eleitos a partir de listas de comissões eleitorais individuais (entre parênteses o número de votos obtidos) | Deputados eleitos a partir de listas de comissões eleitorais individuais (entre parênteses o número de votos obtidos) | Deputados eleitos a partir de listas de comissões eleitorais individuais (entre parênteses o número de votos obtidos) | Deputados eleitos a partir de listas de comissões eleitorais individuais (entre parênteses o número de votos obtidos) | Deputados eleitos a partir de listas de comissões eleitorais individuais (entre parênteses o número de votos obtidos) | Deputados eleitos a partir de listas de comissões eleitorais individuais (entre parênteses o número de votos obtidos) |
| 34                              | | Lei e Justiça Jerzy Wilk (14 904) Zbigniew Babalski (11 695) Leonard Krasulski (10 194) Adam Ołdakowski (4 983) | | Plataforma Cívica Jacek Protas (18 099) Elżbieta Gelert (13 540) Piotr Cieśliński (7 774)                                                           | | Kukiz’15 Andrzej Kobylarz (5 168)                                                                                     | | | | |
| 35                              | Lei e Justiça Iwona Arent (26 377) Wojciech Kossakowski (8 183) Jerzy Małecki (5 513) Jerzy Gosiewski (5 092) | Plataforma Cívica Janusz Cichoń (17 864) Paweł Papke (17 376) Anna Wasilewska (7 660) | Kukiz’15 Andrzej Maciejewski (7 899)                                                                                  | | Partido Popular Polonês Urszula Pasławska (6 354)                                                                     | | Moderna Mirosław Pampuch (7 787)                                                                                      | | | |
| Voivodia da Grande Polônia      | | | | | | | | | | |
| Nº                              | Deputados eleitos a partir de listas de comissões eleitorais individuais (entre parênteses o número de votos obtidos) | Deputados eleitos a partir de listas de comissões eleitorais individuais (entre parênteses o número de votos obtidos) | Deputados eleitos a partir de listas de comissões eleitorais individuais (entre parênteses o número de votos obtidos) | Deputados eleitos a partir de listas de comissões eleitorais individuais (entre parênteses o número de votos obtidos)                               | Deputados eleitos a partir de listas de comissões eleitorais individuais (entre parênteses o número de votos obtidos) | Deputados eleitos a partir de listas de comissões eleitorais individuais (entre parênteses o número de votos obtidos) | Deputados eleitos a partir de listas de comissões eleitorais individuais (entre parênteses o número de votos obtidos) | Deputados eleitos a partir de listas de comissões eleitorais individuais (entre parênteses o número de votos obtidos) | Deputados eleitos a partir de listas de comissões eleitorais individuais (entre parênteses o número de votos obtidos) | Deputados eleitos a partir de listas de comissões eleitorais individuais (entre parênteses o número de votos obtidos) |
| 36                              | | Lei e Justiça Jan Dziedziczak (26 665) Joanna Lichocka (24 122) Tomasz Ławniczak (8 669) Jan Mosiński (7 247) Piotr Kaleta (6 848) | | Plataforma Cívica Mariusz Witczak (25 525) Jarosław Urbaniak (14 218) Wojciech Ziemniak (12 043) Bożena Henczyca (8 599)                            | | Partido Popular Polonês Andżelika Możdżanowska (18 776)                                                               | | Kukiz’15 Jerzy Kozłowski (10 587)                                                                                     | | Moderna Adam Szłapka (12 539)                                                                                         |
| 37                              | Lei e Justiça Witold Czarnecki (26 399) Zbigniew Dolata (18 060) Krzysztof Ostrowski (9 443) Ryszard Bartosik (8 163) Leszek Galemba (7 708) | Plataforma Cívica Paweł Arndt (17 925) Tomasz Nowak (11 820) | | Kukiz’15 Bartosz Józwiak (8 747) | | Moderna Paulina Hennig-Kloska (7 306)                                                                                 | | | | |
| 38                              | | Plataforma Cívica Jakub Rutnicki (27 916) Maria Janyska (21 700) Zbigniew Ajchler (7 275) Killion Munyama (6 259) | | Lei e Justiça Marcin Porzucek (6 690) Grzegorz Piechowiak (5 667) Marta Kubiak (4 816)                                                              | Kukiz’15 Błażej Parda (10 408)                                                                                        | | Partido Popular Polonês Krzysztof Paszyk (3 345)                                                                      | | | |
| 39                              | Plataforma Cívica Szymon Ziółkowski (29 760) Rafał Grupiński (29 122) Waldy Dzikowski (27 991) Bożena Szydłowska (15 596) Jacek Tomczak (10 687) | Lei e Justiça Tadeusz Dziuba (32 910) Bartłomiej Wróblewski (14 108) Szymon Szynkowski vel Sęk (8 676) | | Moderna Joanna Schmidt (35 202) Marek Ruciński (9 508)                                                                                              | | | | | | |
| Voivodia da Pomerânia Ocidental | | | | | | | | | | |
| Nº                              | Deputados eleitos a partir de listas de comissões eleitorais individuais (entre parênteses o número de votos obtidos) | Deputados eleitos a partir de listas de comissões eleitorais individuais (entre parênteses o número de votos obtidos) | Deputados eleitos a partir de listas de comissões eleitorais individuais (entre parênteses o número de votos obtidos) | Deputados eleitos a partir de listas de comissões eleitorais individuais (entre parênteses o número de votos obtidos)                               | Deputados eleitos a partir de listas de comissões eleitorais individuais (entre parênteses o número de votos obtidos) | Deputados eleitos a partir de listas de comissões eleitorais individuais (entre parênteses o número de votos obtidos) | Deputados eleitos a partir de listas de comissões eleitorais individuais (entre parênteses o número de votos obtidos) | Deputados eleitos a partir de listas de comissões eleitorais individuais (entre parênteses o número de votos obtidos) | Deputados eleitos a partir de listas de comissões eleitorais individuais (entre parênteses o número de votos obtidos) | Deputados eleitos a partir de listas de comissões eleitorais individuais (entre parênteses o número de votos obtidos) |
| 40                              | | Plataforma Cívica Marek Hok (17 647) Stanisław Gawłowski (14 264) Paweł Suski (5 702) | | Lei e Justiça Małgorzata Golińska (7 612) Paweł Szefernaker (6 991) Stefan Strzałkowski (4977)                                                      | | Kukiz’15 Stefan Romecki (7 740)                                                                                       | | Moderna Radosław Lubczyk (6 236)                                                                                      | | |
| 41                              | Plataforma Cívica Sławomir Nitras (20 930) Bartosz Arłukowicz (20 678) Norbert Obrycki (16 617) Magdalena Kochan (8 972) Arkadiusz Marchewka (7 147) | Lei e Justiça Joachim Brudziński (46 918) Leszek Dobrzyński (8 738) Krzysztof Zaremba (7 857) Artur Szałabawka (7 024) Michał Jach (6 183) | | Moderna Piotr Misiło (13 871) | | Kukiz’15 Sylwester Chruszcz (11 052)                                                                                  | | | | |

## Mudanças na composição
- 5 de novembro de 2015:
  - O mandato de Józef Grzegorz Kurek, eleito pela Lei e Justiça, expirou a seu pedido.[94][95]
- 10 de novembro de 2015:
  - Anna Cicholska substituiu Józef Grzegorz Kurek em um lugar vago. Ela se juntou ao CP PiS.[96]
- 12 de novembro de 2015:
  - Marek Kuchciński foi eleito marechal do Sejm.[97]
  - Joachim Brudziński foi eleito vice-presidente do Sejm.[98]
  - Barbara Dolniak foi eleita vice-presidente do Sejm.[99]
  - Małgorzata Kidawa-Błońska é eleita vice-presidente do Sejm.[100]
  - Ryszard Terlecki foi eleito vice-presidente do Sejm.[101]
  - Stanisław Tyszka foi eleito vice-presidente do Sejm.[102]
  - Jan Klawiter, de acordo com o acordo entre a Lei e a Justiça e o Direito da República, não entrou no clube PiS, mas formalmente seu membro no início do mandato.[103][104]
- 27 de novembro de 2015:
  - Czesław Hoc (CP PiS) perdeu o seu lugar devido à sua eleição para o Parlamento Europeu.[105][106]
  - Sławomir Kłosowski (CP PiS) perdeu o seu lugar devido à sua eleição para o Parlamento Europeu.[107][108]
- 28 de novembro de 2015:
  - Tomasz Tomczykiewicz morreu e seu mandato expirou.[109][110]
- 2 de dezembro de 2015:
  - Piotr Pszczółkowski perdeu o seu lugar devido à sua eleição como juiz do Tribunal Constitucional.[111][112]
- 4 de dezembro de 2015:
  - Stefan Strzałkowski substituiu Czesław Hoc em seu lugar desocupado. Ele se juntou ao CP PiS.[113]
  - Ewa Kołodziej substituiu Tomasz Tomczykiewicz no lugar que ele lançou. Ela se juntou ao CP PC.[114]
- 7 de dezembro de 2015:
  - Katarzyna Czochara substituiu Sławomir Kłosowski no lugar que ele lançou. Ela se juntou ao CP PiS.[115]
- 8 de dezembro de 2015:
  - Alicja Kaczorowska substituiu Piotr Pszczółkowski no lugar que ele atirou. Ela se juntou ao CP PiS.[116]
- 15 de dezembro de 2015:
  - Wojciech Jasiński perdeu o seu lugar devido a assumir a função de Presidente do PKN Orlen.[117][118]
- 22 de dezembro de 2015:
  - Waldemar Olejniczak substituiu Wojciech Jasiński no lugar que ele lançou. Ele se juntou ao CP PiS.[119]
- 23 de dezembro de 2015:
  - Paweł Kobyliński saiu do CP Kukiz'15 e juntou-se à CP Moderna.[120]
- 18 de março de 2016:
  - Jerzy Żyżyński perdeu o seu lugar devido à sua nomeação para o Conselho de Política Monetária.[121][122]
- 25 de março de 2016:
  - Bartłomiej Stawiarski substituiu Jerzy Żyżyński no lugar que ele desocupou. Ele se juntou ao CP PiS.[123]
- 1 de abril de 2016:
  - Artur Górski morreu e seu mandato expirou.[124]
- 8 de abril de 2016:
  - Andrzej Melak substituiu Artur Górski no lugar que ele lançou. Ele se juntou ao CP PiS.[125]
- 14 de abril de 2016:
  - Kornel Morawiecki saiu do CP Kukiz'15.[126]
  - Małgorzata Zwiercan foi excluída do CP Kukiz'15.[126]
- 24 de abril de 2016:
  - Robert Winnicki apareceu com CP Kukiz'15.[127]
- 14 de maio de 2016:
  - Andrzej Jaworski perdeu o seu lugar devido à sua nomeação como membro do conselho da CSU.[128][129]
- 18 de maio de 2016:
  - Ireneusz Zyska demitiu-se do CP Kukiz'15.[130]
  - O Círculo dos Deputados do Livre e Solidariedade foi estabelecido. Foi composto por Kornel Morawiecki, Małgorzata Zwiercan e Ireneusz Zyska.[131]
- 1º de junho de 2016:
  - Grzegorz Raczak substituiu Andrzej Jaworski no lugar que ele atirou. Ele se juntou ao CP PiS.[132]
- 13 de junho de 2016:
  - Michał Jaros demitiu-se do CP PC e juntou-se ao CP Moderna.[133]
- 1º de julho de 2016:
  - Maks Kraczkowski perdeu o seu lugar devido à sua nomeação para o vice-presidente da BPU SA.[134]
- 12 de julho de 2016:
  - Grzegorz Piechowiak substituiu Maks Kraczkowski no lugar que ele lançou. Ele se juntou ao CP PiS.[135]
- 20 de julho de 2016:
  - Stanisław Huskowski foi expulso do CP PC.[136]
  - Michał Kamiński foi excluído do CP PC.[136]
  - Jacek Protasiewicz foi excluído do CP PC.[136]
- 21 de setembro de 2016:
  - Stefan Niesiołowski saiu do CP PC.[137]
  - A roda do parlamento dos Democratas Europeus foi formada. Seus membros incluíam Stanisław Huskowski, Michał Kamiński, Stefan Niesiołowski e Jacek Protasiewicz.[137]
- 16 de novembro de 2016:
  - Marek Sowa saiu do CP PC e se juntou ao CP Moderna.[138]
- 6 de dezembro de 2016[carece de fontes?]:
  - Mudança do nome do círculo parlamentar dos Democratas Europeus para a União dos Democratas Europeus.
- 19 de janeiro de 2017:
  - Rafał Wójcikowski morreu e seu mandato expirou.[139]
- 8 de fevereiro de 2017:
  - Małgorzata Janowska substituiu Rafał Wójcikowski no lugar que ele lançou. Ela permaneceu como membra não-inscrita.[140]
- 23 de fevereiro de 2017:
  - Magdalena Błeńska atuou com o CP Kukiz'15.[141]
  - Anna Siarkowska apareceu com CP Kukiz'15.[141]
- 24 de fevereiro de 2017:
  - O círculo parlamentar "Republicano" foi formado, consistindo de Anna Siarkowska, Magdalena Błeńska e Małgorzata Janowska.[142]
- 13 de abril de 2017:
  - Joanna Augustynowska, Grzegorz Furgo, Marta Golbik e Michał Stasiński deixaram o clube Moderna e foram para o clube Plataforma Cívica.[143]
- 11 de maio de 2017:
  - Krzysztof Łapiński (CP PiS) perdeu o seu lugar devido à sua nomeação como porta-voz da imprensa e secretário de Estado na Chancelaria do Presidente da República da Polônia pelo Presidente Andrzej Duda.[144]
- 24 de maio de 2017:
  - Marta Kubiak substituiu Krzysztof Łapiński no lugar que ele atirou. Ela se juntou ao CP PiS.[145]
- 8 de junho de 2017:
  - Piotr Liroy-Marzec foi excluído do clube parlamentar Kukiz'15.[146]
- 19 de julho de 2017:
  - Andżelika Możdżanowska apareceu com a CP PSL.[147]
- 20 de setembro de 2017:
  - O círculo dos deputados dos "republicanos" foi dissolvido.[148]
  - Anna Siarkowska e Małgorzata Janowska juntaram-se à CP PiS.[148]
  - Magdalena Błeńska tornou-se membra não inscrita.[148]
- 11 de outubro de 2017:
  - Zbigniew Gryglas deixou o clube Moderna.[149]
  - Łukasz Rzepecki foi expulso do CP PiS.[150]
- 30 de outubro de 2017:
  - Sylwester Chruszcz deixou CP Kukiz'15, juntou-se ao grupo parlamentar Livre e Solidariedade.[151]
- 9 de novembro de 2017:
  - Adam Andruszkiewicz deixou CP Kukiz'15, juntou-se ao grupo parlamentar Livre e Solidariedade.[152]
- 7 de dezembro de 2017:
  - Jarosław Porwich deixou o CP Kukiz'15, juntou-se ao grupo parlamentar Livre e Solidariedade.[153]
- 11 de dezembro de 2017:
  - Zbigniew Gryglas entrou na CP PiS.[154]
- 12 de dezembro de 2017:
  - Andżelika Możdżanowska associou-se ao CP PiS.[155]